# Abd-Al·lah ibn al-Muqaffa
Rōzbih pūr-i Dādōē (persa: روزبه پور دادویه), conegut després de convertir-se a l'islam com a Abd-Al·lah ibn al-Muqaffa (àrab: عبد الله بن المقفع, ʿAbd Allāh ibn al-Muqaffaʿ) o, més senzillament, com a Ibn al-Muqaffa (720-756), fou un autor persa en llengua àrab, un dels primers traductors a l'àrab de les obres literàries de les civilitzacions índia i iraniana i creador de la prosa literària àrab.
Era nadiu de Fars, membre d'una família noble persa. Va morir amb 36 anys, deixant una obra considerable, tant traduccions com obres originals.

### Traduccions al català
- Ibn Al-Muqaffa, Abd-Al·lah; Castells i Criballés, Margarida (traducció). Ètica i educació per a governants.  Barcelona: Angle Editorial, juny 2014 (El far, num. 23). ISBN 978-84-16139-06-4.